# Övsjön (Hällesjö socken, Jämtland)
Övsjön är en sjö i Bräcke kommun i Jämtland och ingår i Ljungans huvudavrinningsområde. Sjön är 4,3 meter djup, har en yta på 0,414 kvadratkilometer och befinner sig 288 meter över havet. Sjön avvattnas av vattendraget Ansjöån.

## Delavrinningsområde
Övsjön ingår i det delavrinningsområde (698151-150938) som SMHI kallar för Utloppet av Övsjön. Medelhöjden är 343 meter över havet och ytan är 9,04 kvadratkilometer. Räknas de 12 avrinningsområdena uppströms in blir den ackumulerade arean 112,35 kvadratkilometer. Ansjöån som avvattnar avrinningsområdet har biflödesordning 4, vilket innebär att vattnet flödar genom totalt 4 vattendrag innan det når havet efter 158 kilometer. Avrinningsområdet består mestadels av skog (77 procent). Avrinningsområdet har 0,54 kvadratkilometer vattenytor vilket ger det en sjöprocent på 5,9 procent.